# Cosmin Năstăsie
Cosmin Alin Năstăsie (n. 22 iunie 1983, Drăgășani, Vâlcea, România) este un fotbalist român retras din activitate, care a jucat pe post de mijlocaș la echipe ca Mioveni, Argeș Pitești și FC Brașov. A debutat în Divizia A în august 2003, pentru FC Argeș, într-un meci câștigat în fața lui Dinamo București cu 2-1. În 2010 a semnat un contract cu Dinamo, dar peste doar câteva zile înțelegerea a fost reziliată, nemaifiind dorit la clubul bucureștean.